# Gare de Berlin Poelchaustraße
La gare de Berlin Poelchaustraße est une gare ferroviaire allemande de la ligne de Berlin à Wriezen. Elle est située dans le quartier de Marzahn à Berlin.

## Situation ferroviaire
Elle se situe dans le sud du quartier et longe la Märkische Allee à partir de son croisement avec la Poelchaustraße.

## Histoire
L'arrêt entre les stations de S-Bahn Springpfuhl et Marzahn a pour titre de travail Springpfuhl Nord. Pour sa construction, les voies longue distance et S-Bahn de la ligne de Berlin à Wriezen doivent être déplacées, car en plus de la plate-forme, une deuxième voie pour le S-Bahn doit être prise en compte. La plate-forme n'est pas autorisée à avoir des courbures sur sa longueur de 160 mètres, car le dégagement par des systèmes d'observation à distance est prévu. Après l'achèvement de la plate-forme, la construction de la voie de S-Bahn Springpfuhl-Marzahn commence, la mise en service a lieu le 20 décembre 1978. La voie S-Bahn existante Marzahn-Springpfuhl et la voie longue distance sont déplacées vers leurs itinéraires finaux en avril 1979. L'arrêt entre en fonction le 28 septembre 1979 sous le nom de Karl-Maron-Strasse. Le 31 janvier 1992, la gare est renommée Poelchaustrasse.

## Service des voyageurs

### Intermodalité
La gare est en correspondance avec la ligne d'omnibus 291 de la Berliner Verkehrsbetriebe.

## Patrimoine ferroviaire
La plateforme est recouverte sur toute la longueur. L'accès se fait uniquement par l'extrémité sud de la plate-forme. Outre les escaliers, la gare est la première du réseau S-Bahn de Berlin à être équipée d'une rampe en forme d'allée en colimaçon pour les passagers à mobilité réduite.